# Roger Rodríguez
Roger Rodríguez (né le 22 janvier 1982) est un coureur cycliste cubain.

## Palmarès
- 2001
  - 8e étape du Tour de Cuba
- 2008
  - 9e étape secteur A du Tour de Cuba